# Бенсон (Нью-Йорк)
Бенсон (англ. Benson) — місто (англ. town) в США, в окрузі Гамільтон штату Нью-Йорк. Населення — 221 особа (2020).

## Демографія
Згідно з переписом 2010 року, у місті мешкали 192 особи в 87 домогосподарствах у складі 59 родин. Було 177 помешкань
Расовий склад населення:
| - 93,2 % — білих - 0,5 % — корінних американців |

До двох чи більше рас належало 6,3 %. Частка іспаномовних становила 0,5 % від усіх жителів.
За віковим діапазоном населення розподілялося таким чином: 19,3 % — особи молодші 18 років, 64,6 % — особи у віці 18—64 років, 16,1 % — особи у віці 65 років та старші. Медіана віку мешканця становила 46,0 року. На 100 осіб жіночої статі у місті припадало 102,1 чоловіків;  на 100 жінок у віці від 18 років та старших — 103,9 чоловіків також старших 18 років.
Середній дохід на одне домашнє господарство  становив 72 500 доларів США (медіана — 72 500), а середній дохід на одну сім'ю — 85 540 доларів (медіана — 81 250). За межею бідності перебувало 2,6 % осіб, у тому числі 0,0 % дітей у віці до 18 років та 7,1 % осіб у віці 65 років та старших.
Цивільне працевлаштоване населення становило 198 осіб. Основні галузі зайнятості: оптова торгівля — 46,0 %, освіта, охорона здоров'я та соціальна допомога — 10,6 %, виробництво — 9,1 %.